# کفر العوامید
کفر العوامید (به عربی: كفر العواميد) یک روستا در سوریه است که در منطقه الزبدانی واقع شده‌است.
 کفر العوامید  ۱٬۵۸۸ نفر جمعیت دارد.